# الکساندر لازارویچ
الکساندر لازارویچ (اوکراینی: Олександр Лазарович؛ زادهٔ ۳۰ اوت ۱۹۸۴) اسکی‌باز پرش اهل اوکراین است.

## حرفه
وی همچنین یکی از اسکی‌بازان پرش در بازی‌های المپیک زمستانی ۲۰۱۰ بوده‌است.